# 日光市平家の里
日光市平家の里（にっこうしへいけのさと）は、栃木県日光市湯西川にある、市立の観光文化施設。一般には単に平家の里と呼ばれる。平家の落人伝説が残り、独特の風習を継承する湯西川地区の生活の一端を伝える施設であり、各種催事・祭事の会場としても利用される。

## 施設
敷地面積は1.3 haある。湯西川温泉に伝わる平家の風習・秘話・伝説を末永く継承する拠点として整備された。農林業の振興、地域の活性化、観光資源の開発を目的とした施設であり、日光市は資料館・展示館と位置付けている。（栃木県博物館協会には非加盟。）一般には観光施設、テーマパークと紹介されている。
壇ノ浦の戦いからちょうど800年となる1985年（昭和60年）に開業した、日本初の観光用に整備された「平家の里」施設である。ほかに、五家荘平家の里（熊本県八代市）がある。
標高約750m、湯西川温泉街のやや奥まったところ、平家塚の近くに位置する。入り口には冠木門（かぶきもん）があり、これをくぐると、9棟の移築された茅葺屋根の民家が点在し、それぞれの建物には奥ゆかしい名前が付けられている。実際に茅葺屋根の民家で暮らしていた頃を再現するため、毎日囲炉裏で薪を燃やし、天井をいぶしている。周囲はカエデやコナラに囲まれ、10月中旬から11月上旬にかけての紅葉時期には茅葺屋根の建物と調和する。

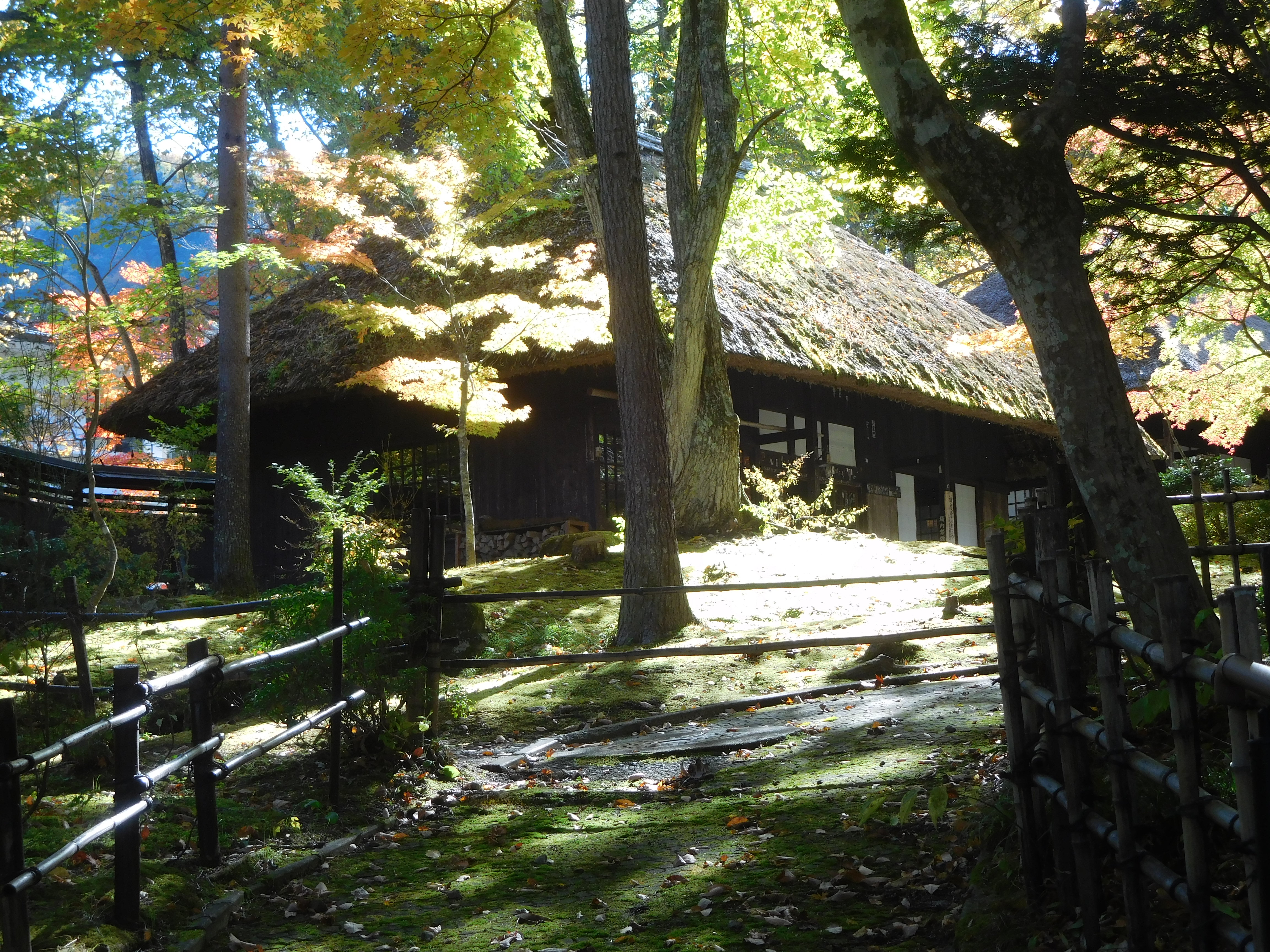
外観（お休みどころ）

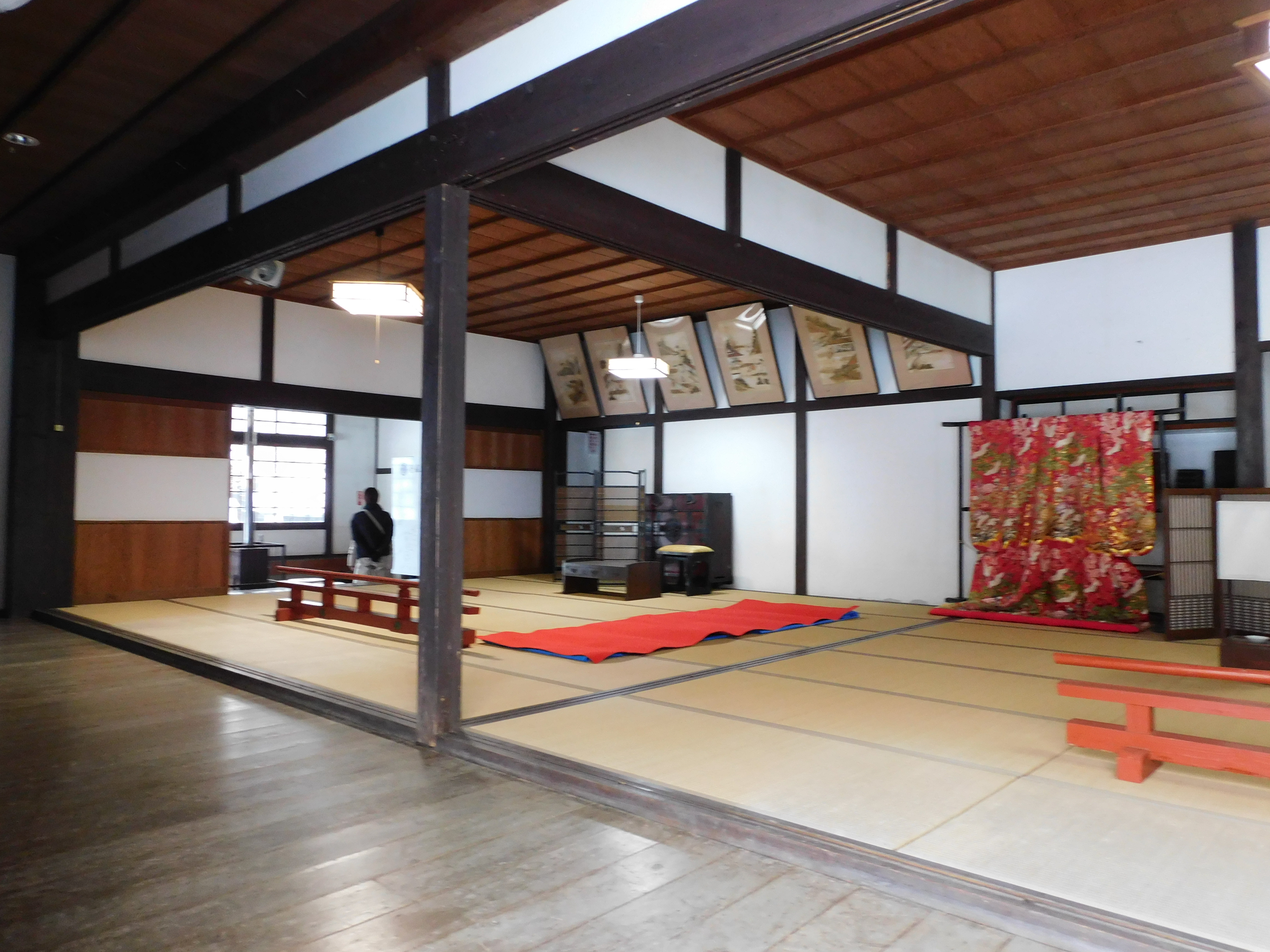
内部（種々伝えどころ）

太敷館（ふとしきかん）
建物の番号：一。門をくぐった先にある、受付の建物。
調度営みどころ（ちょうどいとなみどころ）
建物の番号：二・三。民芸品加工所。木杓子などの木工品やわら細工の製作を実演する。木工品は米が獲れない湯西川の住民が生計を立てるための商品であり、隣接する福島県会津地方などと交易していた。傍らには擦り切れた着物やかんじきなどの展示があり、雪国の暮らしの厳しさを伝えている。
床しどころ（ゆかしどころ）
建物の番号：四・五・六。展示館。出家した姿の平清盛、清盛の娘で安徳天皇の母である平徳子、武者姿の平敦盛の像（人形）や、武具・平家の系図などの展示がある。琵琶の調べに乗せた平家物語の語りが音声で流れる。
種々伝えどころ（くさぐさつたえどころ）
建物の番号：七。郷土文化伝承館。伝統芸能の披露・伝承の場として利用される。平家大祭の際には、歌舞伎や餅まきが行われる。
よろず贖どころ　餉の館（よろずあがないどころ かれいのやかた）
建物の番号：八。甘味・お産品処。木工品・農産物を販売する「よろず贖どころ」と、栃餅・きび餅・おしるこ・そばがきなどの郷土料理を提供する「餉の館」から成る。熊肉やサンショウウオを提供していたこともある。
お休みどころ（おやすみどころ）
建物の番号：九。休憩所。
湯西川赤間神宮（ゆにしがわあかまじんぐう）
建物の番号：十。安徳天皇を祀る赤間神宮（山口県下関市）の分祠。平家大祭の際には、下関市から神職・巫女を招き、平家供養の神事を捧げる。

## 歴史
壇ノ浦の戦いに敗れた平家の落人のうち、平忠実（平忠房）一行は湯西川に隠れ住み、その子孫が天正元年（1573年）に湯西川温泉を発見したと伝承されている。以前は秘湯と呼ばれ、主に近在の農民が利用する湯治場であったが、五十里ダムの完成により「鬼怒川温泉の奥座敷」として注目され始めると、道路整備が進んで大型バスが通行しやすくなり、近代的なホテルが建ち並ぶ温泉街が形成された。温泉街の宿泊施設は「平家の宿」などと称して平家の落人伝説を売りとし、野趣に富んだ落人料理を提供してきた。
一方で、伝統的な茅葺屋根の建物は姿を消し、温泉街を訪れた観光客からは、「平家の里を感じられるものがない」、「観光で回るところがない」という不満の声が1975年（昭和50年）頃から上がるようになった。これを受けた地域住民は、かつての集落の復元を発案し、住民の要望を受けた栗山村は、日本政府の山村振興事業を利用し、県の補助金も受けて、1983年（昭和58年）に平家の里の建設に着手し、1985年（昭和60年）に完成させた。同年6月6日、第1回目の平家絵巻行列を行い、行列が平家の里に入る11時から「開村式」を挙行した。観光用に整備された「平家の里」施設としては、日本初であった。
建設を進めた栗山村当局は、平家の里を運営する人員を割くことができないため、宿泊業者や土産物店を中心とした住民ら約120人が「平家の里湯西川協同組合」を設立し、運営することになった。平家の里の開設により、ドライブの途中で湯西川温泉に立ち寄り、平家の里を見て帰る若い観光客が現れるなど、地域活性化がみられた。1986年（昭和61年）上半期の栃木県の宿泊者数は日光や鬼怒川温泉での落ち込みが目立ち、県全体としては前年同期比で減少したが、湯西川温泉の宿泊者数は前年同期比で26.3%増、栗山村全体でも20.4%の大幅な増加となり、その要因の1つに、平家の里の開設が挙げられた。1990年（平成2年）頃の年間入場者数は約12万人であった。
1994年（平成6年）7月29日、栗山村から東京都板橋区に送られたヘイケボタルの子孫が栗山村に里帰りし、平家の里に放虫された。同年10月、源平の子孫による和睦式が開かれた。平家方は、子孫と言い伝えられてきた湯西川の40世帯が、源氏方は神奈川県鎌倉市の源頼朝会が参加し、それぞれ平安時代の装束を身にまとい、紅白の旗を掲げて温泉街を行進した後、和睦書に調印した。和睦書の内容は「恨みつらみはやめ、これからは兄弟の付き合いをしよう」というものである。

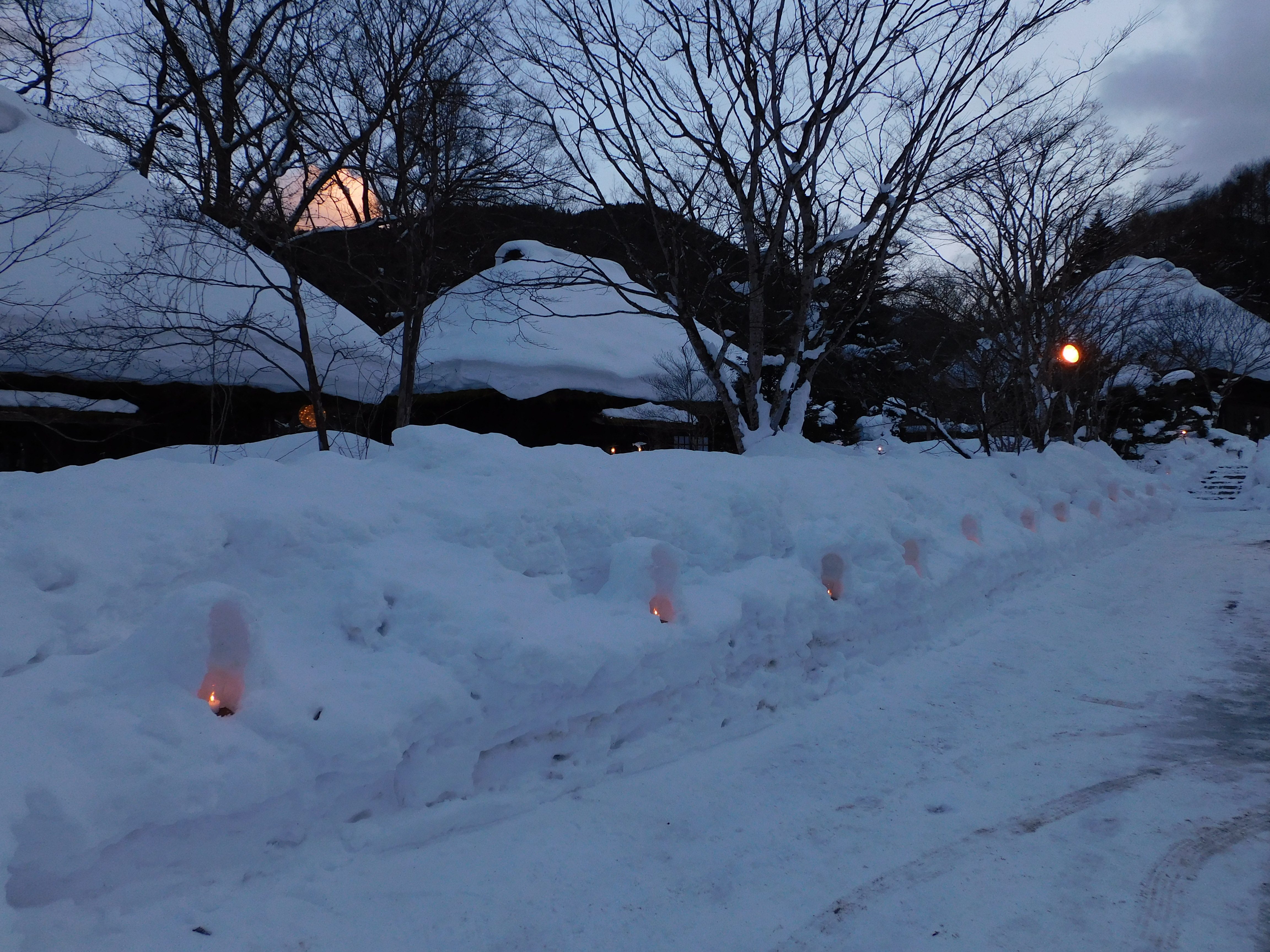
平家の里のミニかまくら（2022年）

2002年（平成14年）、能楽師らを呼ぶ費用として支給されていた栗山村の400万円の補助金が打ち切られたため、例年9月に行われていた「平家薪能」が終了した。2006年（平成18年）3月20日に栗山村は今市市、旧・日光市、上都賀郡足尾町、塩谷郡藤原町の2市2町1村で合併し、新・日光市となった。栗山村の平家の里は、日光市へ引き継がれ、「日光市平家の里」に名称変更した。2010年（平成22年）9月21日、頓智ドットが運営するセカイカメラを湯西川温泉で導入することになり、平家の里にもジオタグが設置された。
入場者数は目標値を超えているが、2016年（平成28年）度は77,993人あった入場者数が2018年（平成30年）度には69,205人となるなど、年々減少傾向にある。2019年（令和元年）度には収支が赤字となり、2020年（令和2年）度には新型コロナウイルス感染症の流行による長期閉鎖と入場制限、湯西川温泉を訪れる観光客の減少により、入場者数は20,843人に落ち込んだ。新型コロナウイルス感染症の影響で、湯西川温泉かまくら祭は2年連続中止となったが、平家の里では2022年（令和4年）に通路を広くすることで密を避け、ミニかまくら300個の点灯・公開に踏み切った。同年は雪が多く、施設の点検・修復のため3月4日から当面の間、休業すると発表し、同年3月21日に営業を再開した。

## 催事・祭事

### 平家大祭
平家大祭（へいけたいさい）は、毎年6月に開催される、湯西川温泉を代表する催事。平家の里の開設に合わせて始まった祭りである。最大のみどころは「平家絵巻行列」であり、湯殿山神社から平家の里までの約1.2 kmを、鎧兜を身に付けた武者や山伏、姫君、稚児らが練り歩く。例年、地元の日光市立湯西川小中学校の児童生徒全員が行列に参加する。行列が平家の里に到着した後は凱旋式を行い、蘭陵王の舞を披露する。
1994年（平成6年）は、栗山村長の斎藤喜美男が馬にまたがる平清盛役を務め、約250人が平家絵巻行列に参加し、約8,000人が見物に訪れた。衣装はすべてレンタルで、1000万円かかったという。2006年（平成18年）は3日間開催され、中日に住民ら約150人の武者行列、最終日に県内外から募集した99人の女性が平安時代の装束をまとって練り歩く「九十九姫行列」を行い、のべ15,000人が見物した。九十九姫行列には演歌歌手の原田悠里が参加し、歌謡ショーも開いた。2017年（平成29年）は平家絵巻行列に約90人が参加し、約6,500人が見物した。

### オーロラファンタジー
湯西川温泉オーロラファンタジー（ゆにしがわおんせんオーロラファンタジー）は、毎年8月に開催される催事。平家の里に会場が特設される。レーザー光線を使って夜闇にオーロラを描き出すイベントで、2019年（令和元年）には、新趣向として、宇都宮カクテル倶楽部がオーロラの色にちなんだカクテルを振る舞う「神秘のオーロラとカクテルの夕べ」が最終日に実施された。

### かまくら祭

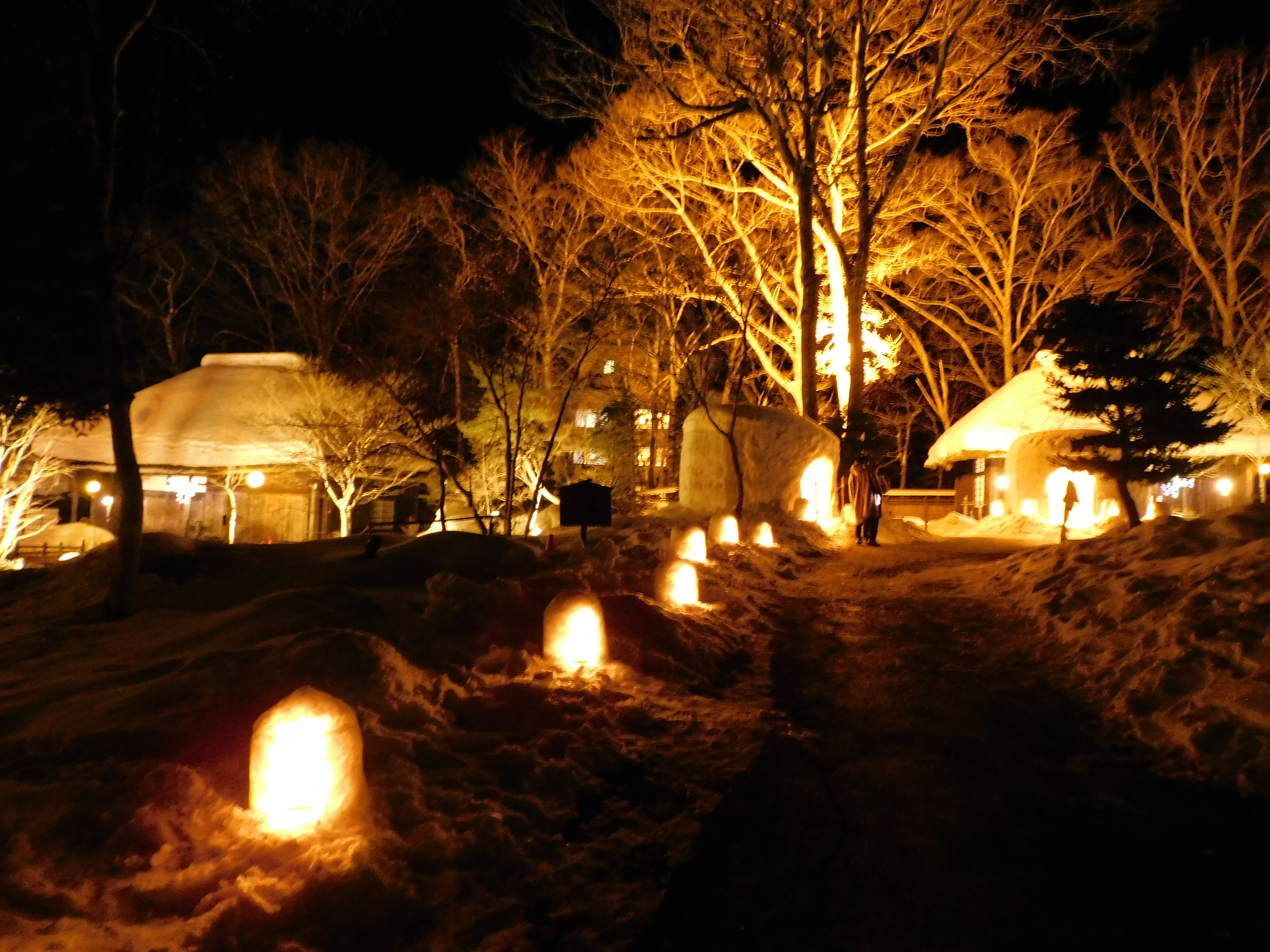
湯西川温泉かまくら祭

湯西川温泉かまくら祭（ゆにしがわおんせんかまくらまつり）は、毎年1月下旬から3月上旬に開催される祭事。平家の里を主会場とする。平家の里には大きなかまくらが作られ、予約制でバーベキューができる。また、ミニかまくらやそり遊び用の雪のすべり台も設置される。
冬季の営業時間は通常16時30分までだが、かまくら祭開催期間中は延長営業し、入場料が割り引かれる。

## 利用案内
- 営業時間：8時30分から17時まで[1]。
  - 冬季（12月から3月まで）は9時から16時30分まで[1]。ただし、湯西川温泉かまくら祭開催中は21時まで延長営業[59]。
  - 最終入場は閉場30分前まで[18]。
- 定休日：なし[1]
- 入場料：大人510円、小中学生250円[1]
  - 日光市民の日（3月20日）の前後の1日に無料開放される[61][62]。
- 交通
  - 野岩鉄道会津鬼怒川線湯西川温泉駅から日光交通ダイヤルバス湯西川温泉行きに乗車し、終点下車、すぐである[55]。
  - 日光宇都宮道路今市ICから国道121号・栃木県道249号黒部西川線を経由し、約90分[55]。駐車場は50台[1]。